# De Hut
De Hut (Limburgs: De Hut) is een buurtschap ten westen van Gulpen in de gemeente Gulpen-Wittem in de Nederlandse provincie Limburg. De buurtschap ligt nabij het gehucht Ingber op het Plateau van Margraten aan een parallelweg van de Provinciale weg 278 van Maastricht naar Aken. In de buurtschap begint de N598, de weg van De Hut naar De Plank.
Ten zuiden van De Hut werd er in het begin van de 20e eeuw een insnijding in het landschap gemaakt tussen Margraten en Reijmerstok voor de tramlijn Maastricht-Vaals.
Dorpen: Epen · Eys · Gulpen · Mechelen · Nijswiller · Partij-Wittem · Reijmerstok · Slenaken · Wahlwiller · Wijlre

Gehuchten en buurtschappen: Beertsenhoven · Berghem · Berghof · Beutenaken · Billinghuizen · Bissen · Bommerig · Broek · Cartils · Crapoel · Dal · Diependal · Elkenrade · Elzet · Eperheide · Etenaken · Euverem · Eyserhalte · Eyserheide · Gracht Burggraaf · Heijenrath · Helle · Hilleshagen · Höfke · Hoogcruts · Hurpesch · De Hut · Ingber · Kapolder · Kleeberg · Klein-Kullen · Klein-Kuttingen · Kosberg · Kuttingen · Landsrade · Overeys · Overgeul · Partij · Pesaken · De Piepert · Plaat · Schilberg · Schweiberg · Sinselbeek · Stokhem · Terpoorten · Terziet · Trintelen · Waterop · Wittem

Limburg: Steden en dorpen      Nederland: Provincies · Gemeenten